# Leptactina laurentiana
Leptactina laurentiana är en måreväxtart som beskrevs av Dewèvre. Leptactina laurentiana ingår i släktet Leptactina och familjen måreväxter. Inga underarter finns listade i Catalogue of Life.